# Fiat 314
Le midibus Fiat 314 est un autocar de ligne et GT fabriqué par la division bus du constructeur italien FIAT à partir de 1960 et qui restera en production jusqu'en 1978, remplacé par l'autobus urbain Iveco 316 et l'autocar de luxe Fiat Iveco 315.
Le Fiat 314 a été lancé pour faciliter le transport des passagers sur des lignes locales peu fréquentées et dont l'itinéraire empruntait des routes étroites en ville comme à la campagne.
Le 314 a été pendant très longtemps le véhicule moyen par excellence en Italie, sa gamme s'est composée de plusieurs versions :
- Fiat 314 standard de ligne,
- Châssis Fiat 314 pour les carrossiers extérieurs Dalla Via, Bianchi, Barbi, Menarini, Cansa, Padane.
- Fiat Orlandi 314, midibus GT,
- Fiat 314, version minibus urbaine, carrossée par quasiment tous les spécialistes italiens de l'époque.

La famille "314" n'a été réalisée qu'en une seule longueur de 7,5 mètres, normalisée en Italie.
Comme le veut la législation italienne, ces modèles sont livrés peints en bleu clair pour les versions interurbaines et ligne, en orange pour la version urbaine. Ils sont tous équipés de 2 portes latérales d'accès, d'un display de signalisation du trajet à l'avant et latéral et d'une installation audio.
Une version du Fiat 314 a été fabriquée sous licence et carrossée par Van Hool, associé de Fiat Bus aux Pays-Bas.

## Les différents modèles de série
- Fiat 314/1 1961-1967
  - Type : midibus ligne
  - Longueur : 7,5 m
  - Nb portes : 2
  - Moteur : Fiat 213-H1 Diesel - 4 678 cm3 - 98 ch
- Fiat 314/2 1962-1972
  - Type : midibus ligne
  - Longueur : 7,5 m
  - Nb portes : 2
  - Moteur : Fiat 8060.11 Diesel - 4 678 cm3 - 110 ch
- Fiat 315/3 1972-1978
  - Type : midibus ligne
  - Longueur : 7,5 m
  - Nb portes : 2
  - Moteur : Fiat 8060.12 - 5 183 cm3 - 121 ch
- Châssis Fiat 314 1972-1978
  - Type : midibus ligne et GT
  - Longueur : 7,5 m
  - Nb portes : 2
  - Moteur : Fiat 8060.12 - 5 183 cm3 - 121 ch

## Diffusion
La gamme 314, produite à plusieurs milliers d'exemplaires, a été l'autocar midi le plus diffusé en Italie et a connu un beau succès aux Pays-Bas et en France notamment où ils ont été commercialisés sous les marques Van Hool-Fiat et Unic.
Le constructeur belge Van Hool en a fait un de ses modèles spécifique de grande diffusion le Van Hool Fiat 314
Le Fiat 315 qui lui a succédé, reprend les caractéristiques qui en ont fait son succès, en utilisant les techniques plus modernes.